# Le Poirier (film, 1998)
Le Poirier (درخت گلابی, Derakht-é golabi) est un film iranien réalisé par Darioush Mehrdjoui, sorti en 1998.

## Synopsis
Makhmoud, un écrivain, poète et philosophe, essaie d'écrire un nouveau livre que beaucoup attendent, dans sa maison de Bagh Damavand, son lieu de naissance; mais il est dérangé par le jardinier qui est préoccupé par le fait que le vieux poirier du jardin ne donne plus de fruits.
Makhmoud se souvient alors de son amour d'enfance avec M (la lettre M se dit mim en persan). ll avait douze ans et M était un petit peu plus âgée. Il la suivait partout, obéissant à toutes ses demandes et composant des poèmes dédiés à M. Celle-ci doit partir avec ses parents et n'a pas même le temps de lui dire au-revoir. Makhmoud tombe malade en hiver et M vient lui rendre visite avec sa mère. C'est la dernière fois qu'ils se voient, car elle doit partir pour Paris retrouver son père.
Le jardinier et Makhmoud s'approchent avec des bûcherons du poirier et sont persuadés qu'il va donner du fruit. M envoie une lettre à Makhmoud, devenu jeune homme, mais celui-ci s'intéresse à la politique et aux idéaux marxistes et ne lui répond pas. Plus tard, il se fait arrêter. Il apprend en prison d'un parent de M qu'elle s'est suicidée. Makhmoud s'assied alors sous le poirier et médite.

## Fiche technique
- Titre : Le Poirier
- Titre original : درخت گلابی (Derakht-e Golâbi)
- Réalisateur : Darioush Mehrdjoui
- Genre : Comédie dramatique
- Durée : 95 minutes
- Sortie : 1998

## Distribution
- Golshifteh Farahani
- Homayoun Ershadi

## Autour du film
- Le film est tourné dans les tons jaunes et verts, à l'exclusion des scènes en noir et blanc concernant le passé politique de Makhmoud.